# Galvanografie

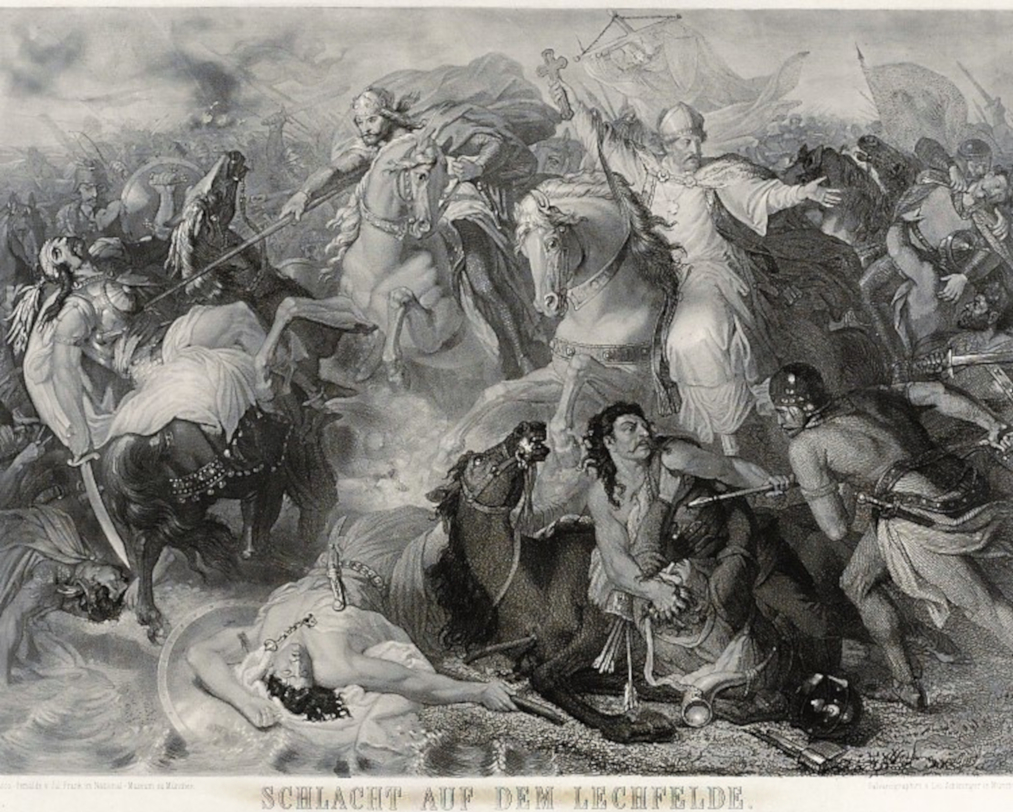
Schlacht auf dem Lechfelde, 1846, Galvanografie von Leo Schöninger nach einem Gemälde von Julius Frank

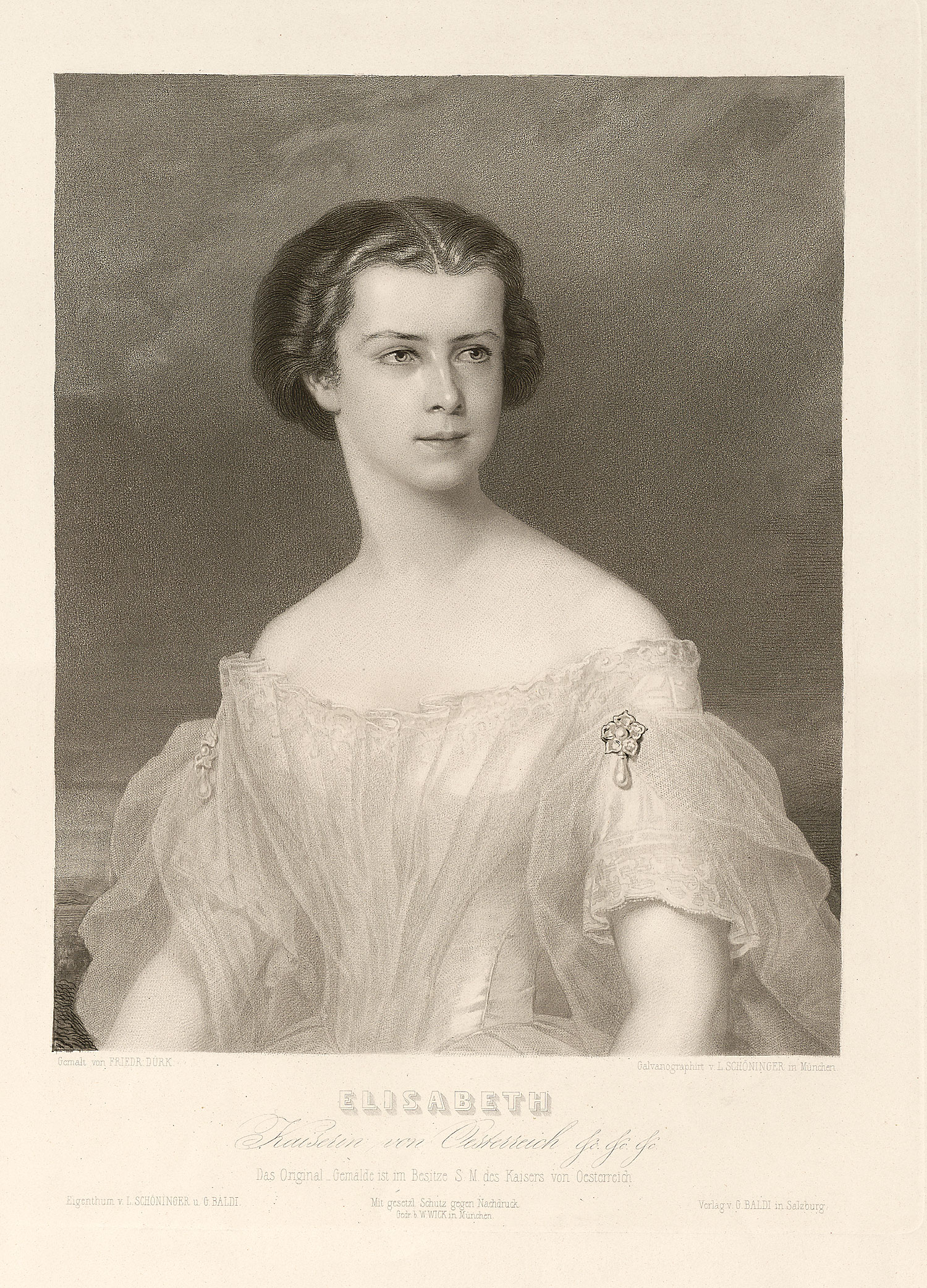
Elisabeth von Österreich, zwischen 1854 und 1860, Galvanografie von Leo Schöninger nach einem Bild von Friedrich Dürck, Universitätsbibliothek Salzburg

Galvanografie, auch Galvanographie, ist ein grafisches Tiefdruckverfahren, das im Jahr 1840 von Franz von Kobell in München erfunden wurde.

## Verfahren
Zunächst wird ein Bild, so wie es beim Druck erscheinen soll, auf eine versilberte Kupfer- oder polierte Silberplatte mit einer dunklen Farbe aufgemalt, und zwar so, dass die hellen Partien der Zeichnung weiß bleiben und die dunkleren ein- oder mehrmals mit Farbe übermalt sind. Anschließend bringt man die Platte in ein galvanisches Kupferbad, wo sich durch Kupferniederschlag ein Relief abformt, dessen Vertiefungen sich an Stellen des Farbauftrags gebildet haben. Mit Werkzeugen wie Radiernadel, Grabstichel und Polierstahl kann das Relief künstlerisch nachbearbeitet werden. Im Druck nehmen die vertieften Stellen die Druckfarbe an.

## Weitere Entwicklung
Die Galvanografie wurde von Leo Schöninger und Joseph Anton Freymann (* 1810) ab 1842 in München fortentwickelt, indem sie statt flüssiger Farbe chemische Kreide einsetzten. Das Verfahren kam im Verlauf des 19. Jahrhunderts wieder außer Gebrauch. Von dem Maler Hubert von Herkomer wurde es 1895 zur Herstellung von Kunstblättern wieder angewendet (Herkotypie). Paul Pretsch benutzte um 1854 in Wien als Erster Fotografien zur Herstellung von Galvanografien (Fotogalvanografie). Duncan Campbell Dallas (≈1830–≈1890) entwickelte 1873 die Galvanografie mit einer Technik des Ätzens fort und nannte seine Methode Dallastypie.